# Th. Wegener
Gustav Theodor Wegener (3. februar 1817 i Roskilde – 17. august 1877 på Frederiksberg) var en dansk historiemaler.
Th. Wegener var søn af Jens Ernst Wegener. Han var elev af hofmalermester og tapetfabrikant Jon Gulsen Berg, inden han uddannede sig på Kunstakademiet; 1839 drog han til Tyskland for at uddanne sig som dekorationsmaler og virke som sådan, men efter få års forløb vendte han tilbage til fædrelandet for fremtidig at arbejde væsentlig som figurmaler; en tid var han dog sysselsat på Det Kongelige Teaters malersal. Allerede i 1838 havde han på Charlottenborg udstillet En Gadescene; i 1844 mødte han med billedet Prins Buris, Liden Kirsten, Huldfrid og Ingefrid fangne af Ulf Svartskjæg, der blev købt af Staten og nu hænger på Kronborg; 1845 fik han den mindre guldmedalje for Tobias drager paa Rejse med Engelen. Senere udstillede han en række bibelske og historiske billeder som Herrens Engel åbenbarer sig for Josef, altertavle til Birkerød Kirke, Marsk Stigs Døtre og Dronning Dagmars Ankomst til Ribe samt genrestykker og landskaber, delvis efter studier, optagne på en rejse, han 1855-56 med Akademiets understøttelse foretog til Italien. Fra 1871 til sin død, 17. august 1877, var han lærer ved Akademiets tegneskole. Hans arbejder er gennemgående lidet ejendommelige og udmærker sig lige så lidt ved kraftig følelse som ved formelle eller maleriske fortrin; en vis popularitet opnåede de dog ved deres letfattelige fortælling, klare farve og pyntelige udførelse. -- Wegener var ugift.